# Jorge Fernando Perdomo
Jorge Fernando Perdomo Torres (Gigante, Huila; 19 de febrero de 1975) es un abogado colombiano, experto en Derecho Penal y en Política Criminal. Durante cuatro meses, se desempeñó como Fiscal General de la Nación, hasta que a finales del mes de agosto de 2016, la Corte Suprema de Justicia de la República de Colombia nombró a Néstor Humberto Martínez como titular. Así mismo, ha sido docente titular en su Alma Mater, y ha sido autor de múltiples libros.

## Biografía
Es abogado de la Universidad Externado de Colombia, con énfasis en Derecho Penal. Así mismo, es un experto en Política Criminal, que realizó diferentes estudios a nivel internacional. Tiene una Maestría de la Universidad de Bonn, de Alemania; y un doctorado en la misma casa de estudios. Tiene también unos estudios en Criminologia Aplicada y Filosofía del Derecho; como múltiples investigaciones en la Universidad de Frankfurt en Alemania, y en la Universidad de Cambridge de Inglaterra.
Perdomo ha tenido diferentes campos de acción, que van desde ser Conferencista a lo largo de América Latina, como en México, Colombia, Perú, España y Ecuador; hasta ser Docente Titular de varias Cátedras en la Universidad Externado de Colombia. Sin embargo, también es consultor tanto en el sector privado como en el sector público.

## Estudios
Jorge Fernando Perdomo Torres realizó su secundaria en el Colegio Ismael Perdomo Borrero (Huila-Colombia), entró en 1992 a estudiar Derecho en la Universidad Externado de Colombia con tan altas calificaciones que fue becado desde el primer año de carrera hasta el último y obtuvo su título en 1998 presentando una tesis sobre “participación delictiva”, posteriormente entre 1999 y 2001 adelantó sus estudios en calidad de becario en maestría de Derecho Penal en la Universidad de Bonn presentando su tesis “La problemática de la posición de garante en los delitos de comisión por omisión” (en alemán: Das Problem der Garantenstellung beim Unterlassungsdelikt und der Beitrag von Hegels Rechtsphilosophie) ante los profesores Drs. Günther Jakobs y Urs Kindhäuser, recibiendo la máxima calificación “summa cum laude”. Entre mayo de 2001 y noviembre de 2005 adelantó estudios doctorales en Derecho Penal (en calidad de becario) en la Universidad de Bonn, presentando la tesis: “Las relaciones familiares y análogas como límites al Derecho de legítima defensa”, obteniendo la calificación “magna cum laude”. En enero de 2008 realizó otra maestría en Victimología en la Universidad de Sevilla (España). Finalmente, en 2010 realizó estudios postdoctorales en la Universidad de Colonia (Alemania). De igual manera, el doctor Perdomo ha adelantado estudios en Crimonología Aplicada (medicina legal y estadística criminal), y Filosofía del Derecho. Actualmente es investigador adscrito al Centro de Investigaciones de Derecho Penal y Filosofía del Derecho de la Universidad Externado de Colombia.

## Carrera política
Su historia en la Fiscalía ha sido polémica, pero a la vez reconocida por sus múltiples esfuerzos en la modernización del ente investigador. Perdomo llega a los Cargos Públicos como viceminsitro de Política Criminal y Justicia Restaurativa del Ministerio de Justicia y del Derecho, al cual renuncia en 2012 cuando es solicitado por Luis Eduardo Montealegre Lynett para continuar con el Cargo de Vicefiscal General de la República.